# Marissa
Marissa ist ein weiblicher Vorname.

## Herkunft und Bedeutung
Marissa ist eine Erweiterung des Vornamens Maria.

## Namensträgerinnen
- Marissa Coleman (* 1987), US-amerikanische professionelle Basketball-Spielerin
- Marissa Mayer (* 1975), US-amerikanische Managerin, bis Juni 2012 Vizepräsidentin von Google Inc.
- Marissa van der Merwe (* 1978), südafrikanische Radrennfahrerin
- Marissa Nadler (* 1981), US-amerikanische Sängerin
- Marissa Ribisi (* 1974), US-amerikanische Schauspielerin
- Marissa Jaret Winokur (* 1973), US-amerikanische Schauspielerin